# České Budějovice
České Budějovice és la capital i la ciutat més gran de la Regió de Bohèmia Meridional, amb més de 90.000 habitants. A nivell mundial la ciutat és sobretot coneguda per la marca de cervesa Budweiser. Això no obstant, České Budějovice és també una ciutat universitària i seu d'una diòcesi. També és coneguda per ser un dels escenaris on ocorre la novel·la "Les aventures del bon soldat Švejk" de Jaroslav Hašek.

## Fills il·lustres
- Adalbert Gyrowetz (1763-1850) compositor musical.
- Sylvie Bodorová 1954) compositora musical.

## Ciutats agermanades
- Astanà, Kazakhstan
- Hómiel, Belarús
- Linec, Àustria
- Lorient, França
- Nitra, Eslovàquia
- Pasov, Alemanya
- Suhl, Alemanya